# Печонка, Адрианна
Адрианна Печонка OC (англ. Adrianne Pieczonka) — канадская оперная певица, сопрано. Солистка Канадской и Венской оперы, лауреат премии «Джуно» за лучший классический альбом года (2010).

## Биография
Адрианна Печонка родилась в городе Покипси, штат Нью-Йорк, США. Когда ей было два года, её семья переехала в Берлингтон (Онтарио, Канада). В детстве Адрианна брала уроки игры на фортепиано, но подростком занялась вокалом и в 18 лет поступила в Университет Западной Онтарио. Её учителями там были Элвин Реймер и Мартин Чамберс; также она посещала занятия на оперном отделении Торонтского университета с Мери Моррисон. В 1988 году она окончила университет с отличием и получила стипендию от Канадского совета по искусству для продолжения учебы в Европе.
Уже в 1988 году Печонка начинает сотрудничество с Канадской оперой. Её дебют состоялся в «Леди Макбет Мценского уезда», где она пела партию каторжницы. В 1991 году дирижёр Георг Шолти пригласил её для участия в записи «Волшебной флейты» Моцарта. Затем она выигрывает вокальные конкурсы в Хертогенбосе (Нидерланды) и Ла-Плен-сюр-Мере (Франция) и занимает третье место на конкурсе в Тулузе. В итоге с ней заключает контракт Венская народная опера, а затем Венская государственная опера.
В 1990-е годы Печонка много гастролирует. В 1995 году она впервые выступает в Великобритании, приняв участие в Глайндборнском оперном фестивале. Её исполнение партии Эльвиры в «Доне Жуане» имело успех, и её тут же пригласили выступить на следующий год в роли Арабеллы в одноименной опере Рихарда Штрауса. В 1997 году в Театре Колон (Аргентина) Печонка поет партию Татьяны в «Евгении Онегине», где её партнером выступает Дмитрий Хворостовский. Её концертное исполнение партии Зиглинды («Валькирия») на Эдинбургском фестивале в том же году было названо в газете «Independent» лучшим концертом года. В 1998 году она дебютирует в Гамбурге с партией Эллен в «Питере Граймсе» Бриттена и в Париже, где на рецитале исполняет «Четыре последние песни для сопрано и оркестра» Рихарда Штрауса.
В сезоне 1999-2000 годов Печонка выступает в Вене, Мюнхене и Бильбао. Среди исполненных партий были Маршальша в «Кавалере розы», Эльза в «Лоэнгрине», Дездемона в «Отелло» и донна Анна в «Доне Жуане». 31 декабря в Рой-Томсон-холле (Торонто) она принимает участие в «Гала-концерте тысячелетия». Её дебют в США состоялся в следующем сезоне на сцене Лос-Анджелесского оперного театра. В ноябре 2000 года она поет в Японии, а в июле 2001 года появляется на сцене «Ла Скалы», где поет Лизу в «Пиковой даме». Летом 2001 года она участвует в записи «Волшебного стрелка» Вебера в Роттердаме и Кёльне. В 2004 году она поет партию Лизы в Метрополитен-Опера.
В 2004 году познакомилась с меццо-сопрано Лорой Такер. Вступив в брак, пара обосновалась в Торонто, где в 2005 году у Лоры родилась дочь Грейс.

## Дискография
- 1991 — Wolfgang Amadeus Mozart: Die Zauberflöte. Vienna Philharmonic Orchestra, Georg Solti, cond. (London)
- 1998 — Richard Strauss: Complete Orchestral Songs. Orchestre Philharmonique de Nice, Friedrich Haider, cond. (Nightingale)
- 2000 — Johann Strauss: Die Fledermaus. Hungarian State Opera Orchestra, Friedrich Haider, cond. (Nightingale)
- 2000 — Richard Strauss: Die Orchesterlieder. Orchestre Philharmonique de Nice, Friedrich Haider, cond. (Nightingale)
- 2001 — Wolfgang Amadeus Mozart: Don Giovanni. Nicholaus Esterházy Sinfonia, Michael Halasz, cond. (Naxos)
- 2001 — Giuseppe Verdi: Falstaff. Berlin Philharmonic Orchestra, Claudio Abbado, cond. (DGC)
- 2006 — Arias by Richard Wagner and Richard Strauss. Munich Radio Orchestra, Ulf Schirmer, cond. (Orfeo)
- 2008 — Beethoven: Ideals of the French Revolution. Orchestre symphonique de Montréal, Kent Nagano, cond. (Analekta)
- 2009 — Adrianne Pieczonka Sings Puccini. Münchner Rundfunkorchester, Dan Ettinger, cond. (Orfeo)

## Признание и награды
Со временем Печонка все больше внимания уделяет ролям для героического сопрано, требующим высокой техники, в первую очередь, в операх Вагнера. Её исполнение партии Зиглинды на Байройтском фестивале принесло ей от газеты «Die Zeit» титул «Зиглинда нашего времени». Она также считается одной из ведущих исполнительниц вокальной музыки Рихарда Штрауса, записав ряд его произведений для лейбла «Nightingale». В 2007 году альбом Печонки Arias by Richard Wagner and Richard Strauss был номинирован на премию «Джуно» за лучший классический вокальный или хоровой альбом года. В 2010 году Печонка стала лауреатом этой премии с альбомом Adrianne Pieczonka sings Puccini.